# 沖縄県立本部高等学校
沖縄県立本部高等学校（おきなわけんりつ もとぶこうとうがっこう）は、沖縄県国頭郡本部町字渡久地にある県立高等学校。本部町立本部中学校、上本部中学校、伊豆味中学校、瀬底中学校、水納中学校の各中学校と連携型の中高一貫教育を行っている。

## 設置学科
- 全日制課程
  - 普通科
    - 普通進学コース：20人
    - 情報コース：20人[1]
    - スポーツ・基礎福祉コース（スポーツ系）：約20人
    - スポーツ・基礎福祉コース（基礎福祉系）：約20人[2]

## 沿革
- 1967年（昭和42年）4月7日 - 開校。
- 1972年（昭和47年）5月15日 - 校名変更。

## 部活動
体育系
- 野球
- サッカー
- 男子バスケット
- ソフトテニス
- ゴルフ
- 弓道同好会
- 陸上部
- 女子バドミントン
- 女子バスケット同好会
- 女子バレー同好会

文化系
- 音楽
- 軽音楽
- 美術
- 書道
- 放送
- 英会話
- 郷土芸能
- ジャグリング

## 著名な出身者
- AIMI（シンガーソングライター、ロックバンド ステレオポニー メンバー）
- NOHANA（ロックバンド ステレオポニー メンバー）
- SHIHO（ロックバンド ステレオポニー メンバー）
- 比嘉真美子（プロゴルファー）
- 比嘉一貴（プロゴルファー）